# Aéroport de Minorque
L'aéroport de Minorque ou aéroport de Mahón (catalan : aeroport de Menorca ; espagnol : aeropuerto de Menorca) (code IATA : MAH • code OACI : LEMH) est l'aéroport desservant l'île baléare de Minorque en mer Méditerranée, près des côtes de l'Espagne. L'aéroport est situé à 4,5 km au sud-ouest de Mahón. En 2020 l'aéroport a accueilli un peu plus d'un million de passagers, faisant de lui le quinzième aéroport le plus fréquenté du pays. 

## Histoire
L'aéroport a été inauguré le 24 mars 1969, lorsque toutes les activités commerciales ont été transférées depuis l'ancien aéroport San Luis.
Le 14 septembre 2006, une partie du toit du nouveau terminal s'effondre à cause d'une accumulation d'eau de pluie. L'effondrement a coincé 20 ouvriers et blessé trois d'entre eux,.
La profonde rénovation du terminal a été achevée avant la saison 2008. Il dispose maintenant de seize passerelles aéroportuaires. 
En 2016 pour la première fois le volume annuel de passagers a dépassé les 3 millions.

## Compagnies aériennes et destinations
| Compagnies                    | Destinations |
| ----------------------------- | --- |
| Air Europa                    | Palma de Majorque En saison : Barcelone-El Prat |
| Austrian Airlines             | En saison : Vienne-Schwechat |
| Binter Canarias               | En saison : Las Palmas/Gran Canaria |
| British Airways               | En saison : Londres-Gatwick |
| Brussels Airlines             | En saison : Bruxelles-National |
| easyJet                       | En saison : - Bâle-Mulhouse, - Belfast, - Berlin-Brandebourg, - Bordeaux-Mérignac, - Bristol, - Genève-Cointrin, - Lisbonne-H. Delgado - Londres-Gatwick, - Londres-Luton, - Lyon-Saint-Exupéry, - Manchester, - Milan-Malpensa, - Naples-Capodichino, - Paris-Charles de Gaulle, - Toulouse-Blagnac |
| Edelweiss Air                 | En saison : Zurich |
| Eurowings                     | En saison : Cologne/Bonn-K. Adenauer, Düsseldorf |
| Eurowings Discover            | En saison : Francfort |
| Iberia                        | Madrid-Barajas En saison : - Alicante-Elche, - Ibiza, - León, - Palma de Majorque, - Saragosse, - Valence |
| Iberojet                      | En saison charter : Lisbonne-H. Delgado |
| ITA Airways                   | En saison : Milan-Linate, Rome Léonard-de-Vinci/Fiumicino |
| Jet2.com                      | En saison : - Belfast, - Birmingham, - Bristol, - East Midlands, - Édimbourg, - Glasgow, - Leeds-Bradford, - Londres-Stansted, - Manchester, - Newcastle |
| Lübeck Air                    | En saison : Lübeck |
| Lufthansa                     | En saison : Francfort, Munich-F. J. Strauß |
| Luxair                        | En saison : Luxembourg-Findel |
| Neos                          | En saison : - Bergame-Orio al Serio, - Bologne-Borgo Panigale, - Milan-Malpensa, - Turin S.-Pertini (Caselle), - Venise - Marco Polo, - Vérone - Villafranca |
| Ryanair                       | Barcelone-El Prat, Malaga-Costa del Sol En saison : - Alicante-Elche, - Bergame-Orio al Serio, - Bologne-Borgo Panigale, - Charleroi Bruxelles-Sud, - Dublin, - East Midlands, - Londres-Stansted, - Madrid-Barajas, - Manchester, - Marseille-Provence, - Naples-Capodichino, - Rome Léonard-de-Vinci/Fiumicino, - Saint-Jacques-de-Compostelle, - Séville-San Pablo, - Trévise-Sant'Angelo, - Toulouse-Blagnac, - Valence |
| Scandinavian Airlines         | En saison charter : Oslo-Gardermoen |
| SmartWings                    | En saison : Prague-Václav-Havel |
| Swiss International Air Lines | En saison : Genève-Cointrin |
| TAP Air Portugal              | En saison : Lisbonne-H. Delgado |
| Transavia                     | En saison : Amsterdam |
| Transavia France              | En saison : Lyon-Saint-Exupéry, Nantes-Atlantique, Paris-Orly |
| TUI Airways                   | En saison : - Birmingham, - Bournemouth, - Bristol, - Cardiff-Rhoose, - East Midlands, - Édimbourg, - Exeter, - Glasgow, - Londres-Gatwick, - Londres-Stansted, - Manchester, - Newcastle, - Norwich |
| TUI fly Belgium               | En saison : Bruxelles-National |
| TUI fly Deutschland           | En saison : Düsseldorf, Francfort, Hanovre, Munich-F. J. Strauß, Stuttgart |
| Uep Fly                       | Ibiza, Palma de Majorque |
| Volotea                       | En saison : - Bilbao, - Bordeaux-Mérignac, (débute le 6 juillet 2025) - Brest-Bretagne, - Lille Lesquin, - La Corogne, - Lyon-Saint-Exupéry, - Marseille-Provence, - Montpellier-Méditerranée, - Nantes-Atlantique, - Oviédo-Asturies, - Région de Murcie, - Saint-Sébastien, - Santander-S. Ballesteros, - Saragosse |
| Vueling                       | Barcelone-El Prat, Londres-Gatwick En saison : - Bilbao, - Madrid-Barajas, - Malaga-Costa del Sol, - Paris-Orly, - Séville-San Pablo, - Valence |

Édité le 14/01/2020. Actualisé le 24/04/2023.

## Statistiques
|                            |
| Mise à jour: 20 août 2021. |

| Année                   | Passagers | Mouvements d'appareils | Cargo (tonnes) |
| ----------------------- | --------- | ---------------------- | -------------- |
| 2000                    | 2 772 337 | 32 348                 | 4 528          |
| 2001                    | 2 825 147 | 32 787                 | 4 206          |
| 2002                    | 2 733 733 | 32 259                 | 3 954          |
| 2003                    | 2 704 838 | 32 288                 | 3 705          |
| 2004                    | 2 631 334 | 29 538                 | 3 975          |
| 2005                    | 2 590 733 | 29 428                 | 3 829          |
| 2006                    | 2 690 992 | 32 921                 | 3 686          |
| 2007                    | 2 776 458 | 33 802                 | 3 668          |
| 2008                    | 2 605 932 | 31 804                 | 3 244          |
| 2009                    | 2 433 666 | 28 189                 | 2 621          |
| 2010                    | 2 511 629 | 28 358                 | 2 400          |
| 2011                    | 2 576 200 | 28 042                 | 2 070          |
| 2012                    | 2 545 942 | 25 533                 | 1 793          |
| 2013                    | 2 565 462 | 24 419                 | 1 636          |
| 2014                    | 2 632 615 | 24 716                 | 1 422          |
| 2015                    | 2 867 521 | 28 687                 | 1 502          |
| 2016                    | 3 178 284 | 31 252                 | 1 391          |
| 2017                    | 3 434 615 | 30 293                 | 1 374          |
| 2018                    | 3 442 742 | 31 370                 | 1 222          |
| 2019                    | 3 495 025 | 31 594                 | 1 239          |
| 2020                    | 1 076 952 | 14 570                 | 967            |
| Source: Aena Statistics |           |                        |                |

## Accès

### Transport public
L'aéroport de Minorque est desservi par la ligne de bus numéro 10 qui le relie avec la gare routière centrale de Mahón. La ligne circule du lundi au dimanche d'environ 6 h 00 à environ 22 h 45 dans les deux sens, avec un tableau horaire et des fréquences qui varient d'un mois à l'autre dans l'année, principalement pour refléter l'évolution de la demande en fonction des saisons touristiques ; le trajet dure 10 minutes,. La ligne est exploitée par Torres Allés Autocares sous l'autorité du Conseil insulaire de Minorque.